# Axel Alfredsson
Axel "Massa" Alfredsson, född 2 maj 1902 i Helsingborg, död 9 augusti 1966 i Nacka, var en svensk fotbollsspelare som blev olympisk bronsmedaljör i Paris 1924.

## Spelarkarriär
Alfredsson började som 14-åring spela i småklubben Diana och ungefär samtidigt flyttade familjen till Ängelholm och varvid han spelade för KFUM Ängelholm. Efter två år i klubben tröttnade han dock och den 15 maj 1918, endast 16 år gammal, bildade han tillsammans med sin yngre bror en helt ny klubb, BK Sparta. Han spelade nu under en tid  för tre klubbar samtidigt: Sparta, Ängelholms IF och Klippans IF.
I maj 1920 gick Alfredsson till Hälsingborgs IF men det dröjde dock till oktober 1921 innan han som 19-åring fick göra A-lagsdebut; detta mot danska  Akademisk Boldklub hemma på Olympia. Alfredsson blev Hälsingborg trogen under en längre period och spelade matcher under den första halvan av säsongen 1928/1929 i HIF:s guldvinnande lag – dock inte tillräckligt många matcher för att få en guldmedalj. 
När Alfredsson år 1929 skrev på för AIK sågs detta som en "värvning" – något som vid tiden var strängt förbjudet. Det hela ordnades med att han tog plats som försäljare i en herrekiperingsfirma. För AIK gjorde han sin allsvenska debut 17 maj 1929 i en 3–1-hemmavinst över Westermalms IF. Det första allsvenska målet för klubben kom den 15 september 1929 i en 5–1-vinst över Landskrona BoIS där han i den 90:e minuten gjorde mål på straff. I AIK vann Alfredsson också ett SM-guld; detta under säsongen 1931/1932.
Alfredsson var med och tog OS-brons vid OS 1924 i Paris där han spelade högerback i samtliga matcher förutom den i den första bronsmatchen. Totalt spelade han 31 landskamper för Sveriges landslag och fick ta emot Stora grabbars märke 1926.

## Meriter

### I klubblag
AIK
- SM-guld (1): 1931/32

### I landslag
Sverige
- OS 1924: Brons

### Individuellt
- Mottagare av Stora grabbars märke, 1926

### Webbkällor
- ”Axel "Massa" Alfredsson - En av de verkligt stora kämparna”. aik.se (500 AIK:are). http://www.aik.se/sektioner/fotboll/historik/500aikare/axelalfr.html. Läst 24 oktober 2014.
- Profil på sports-reference.com
- Svenska medaljörer - Sveriges Olympiska Kommitté